# Kabinett Beckstein
Das Kabinett Beckstein bildete vom 16. Oktober 2007 bis zum 27. Oktober 2008 die Staatsregierung des Freistaates Bayern. Geführt wurde es von Günther Beckstein, der am 9. Oktober 2007 vom Bayerischen Landtag zum Ministerpräsidenten gewählt wurde.
Auslöser für die Neubildung des Kabinetts war der Rücktritt von Edmund Stoiber als Ministerpräsident zum 30. September 2007. Der bisherige CSU-Fraktionschef Joachim Herrmann wechselte dabei ins Innenministerium, Erwin Huber dagegen ins Finanzministerium. Dort wurde Georg Fahrenschon neuer Staatssekretär; Kurt Faltlhauser und Franz Meyer schieden aus. Für Huber wechselte Emilia Müller, bisher Staatsministerin für Bundes- und Europaangelegenheiten, ins Wirtschaftsministerium. Müller wiederum wurde von Markus Söder ersetzt. Neuer Umweltminister wurde der bisherige Staatssekretär Otmar Bernhard.
| Amt oder Ressort                                                          | Bild         | Amtsinhaber(in)     | Partei | Partei            | Staatssekretär(in) | Partei | Partei |
| ------------------------------------------------------------------------- | ------------ | ------------------- | ------ | ----------------- | ------------------ | ------ | ------ |
| Ministerpräsident                                                         |              | Günther Beckstein   |        | CSU               |                    |        |        |
| Stellvertretende Ministerpräsidentin                                      |              | Christa Stewens     | CSU    |                   |                    |        |        |
| Arbeit und Sozialordnung, Familie und Frauen                              | Melanie Huml | Christa Stewens     | CSU    |                   | CSU                |        |        |
| Finanzen                                                                  |              | Erwin Huber         | CSU    | Georg Fahrenschon | CSU                |        |        |
| Staatsminister und Leiter der Staatskanzlei                               |              | Eberhard Sinner     | CSU    |                   |                    |        |        |
| Staatsminister für Bundes- und Europaangelegenheiten in der Staatskanzlei |              | Markus Söder        | CSU    |                   |                    |        |        |
| Inneres                                                                   |              | Joachim Herrmann    | CSU    | Jürgen W. Heike   |                    | CSU    |        |
| Justiz                                                                    |              | Beate Merk          | CSU    |                   |                    |        |        |
| Wirtschaft, Infrastruktur, Verkehr und Technologie                        |              | Emilia Müller       | CSU    | Markus Sackmann   |                    | CSU    |        |
| Landwirtschaft und Forsten                                                |              | Josef Miller        | CSU    |                   |                    |        |        |
| Umwelt, Gesundheit und Verbraucherschutz                                  |              | Otmar Bernhard      | CSU    | Marcel Huber      |                    | CSU    |        |
| Unterricht und Kultus                                                     |              | Siegfried Schneider | CSU    | Bernd Sibler      |                    | CSU    |        |
| Wissenschaft, Forschung und Kunst                                         |              | Thomas Goppel       | CSU    |                   |                    |        |        |